# Liste der Bodendenkmale in Tettau (Brandenburg)
In der Liste der Bodendenkmale in Tettau (Brandenburg) sind alle Bodendenkmale der brandenburgischen Gemeinde Tettau aufgelistet. Grundlage ist die Veröffentlichung der Landesdenkmalliste mit dem Stand vom 31. Dezember 2020.
|   | Gemarkung     | Flur | Kurzansprache                                    | Bodendenkmalnummer | Bemerkung | Bild |
| - | ------------- | ---- | ------------------------------------------------ | ------------------ | --------- | ---- |
| 1 | Tettau (Lage) | 3, 4 | Dorfkern deutsches Mittelalter, Dorfkern Neuzeit | 80364              |           |      |